# 12 Songs (Randy-Newman-Album)
12 Songs ist das zweite Studioalbum von Singer-Songwriter Randy Newman. Es erschien im April 1970 auf Reprise Records. Obwohl das Album damals ein kommerzieller Misserfolg war, bekam es gute Kritiken und gilt heute als Klassiker der Rockmusik, so erreichte es auf der im Jahre 2003 vom Rolling Stone zusammengestellten Liste der 500 besten Alben aller Zeiten Platz 354.
Im Vergleich zu Newmans reich orchestriertem Debüt ist 12 Songs recht sparsam instrumentiert. Die Texte sind teils politischer Natur, beispielsweise richtet sich Newman in Yellow Man gegen den Rassismus, teils sind es einfach Liebeslieder. Singles wurden von dem Album keine ausgekoppelt, doch sind Songs wie Have You Seen My Baby? und Mama Told Me (Not to Come) inzwischen zu oft gecoverten Rockstandards geworden.
Am 25. Oktober 1990 veröffentlichte Reprise das Album auf CD.

## Trackliste

### A-Seite
1. Have You Seen My Baby? (Randy Newman) – 2:32
2. Let’s Burn Down the Cornfield (Randy Newman) – 3:03
3. Mama Told Me (Not to Come) (Randy Newman) – 2:12
4. Suzanne (Randy Newman) – 3:15
5. Lover’s Prayer (Randy Newman) – 1:55
6. Lucinda (Randy Newman) – 2:40
7. Underneath the Harlem Moon (Douglas Botnick/Lee Herschberg) – 1:52

### B-Seite
1. Yellow Man (Randy Newman) – 2:19
2. Old Kentucky Home (Randy Newman) – 2:40
3. Rosemary (Randy Newman) – 2:08
4. If You Need Oil (Randy Newman) – 3:00
5. Uncle Bob’s Midnight Blues (Randy Newman) – 2:15